# Tom Lehrer

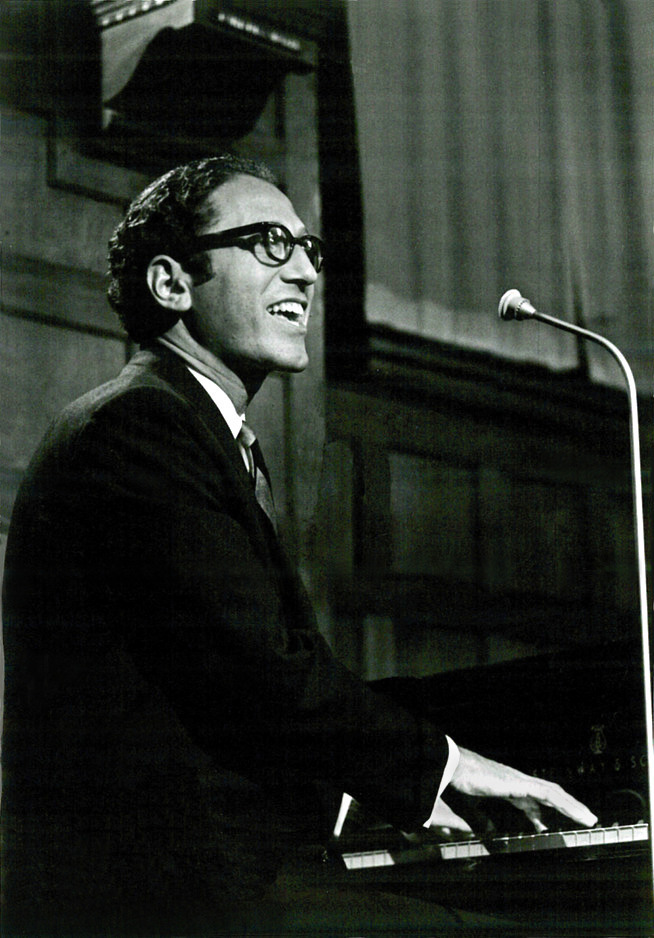
Tom Lehrer im Jahr 1967

Thomas Andrew „Tom“ Lehrer [ˈlɛərər] (* 9. April 1928 in New York City; † 26. Juli 2025 in Cambridge, Massachusetts) war ein US-amerikanischer Singer-Songwriter, Satiriker und Mathematiker. Im Hauptberuf als Hochschullehrer tätig, wurde er seit den 1950er-Jahren als Schöpfer von prägnanten und satirischen Liedern bekannt. Diese waren oft politischer Natur und fielen mit für die damalige Zeit ungewöhnlich scharfen Pointen auf. Sein veröffentlichtes musikalisches Werk umfasst ungefähr 50 Titel und gilt als kulturell und intellektuell bedeutend.

## Leben
Lehrer wuchs in einer jüdischen Familie im New Yorker Stadtteil Manhattan auf, wurde jedoch später zum Agnostiker. Mit 15 Jahren begann er ein Mathematikstudium an der Harvard University, erreichte mit 18 Jahren seinen BA- und ein Jahr später seinen MA-Abschluss. 1946 wurde er als Undergraduate in die akademische Verbindung Phi-Beta-Kappa aufgenommen.
Lehrer arbeitete als Forscher in Los Alamos in New Mexico und von 1955 bis 1957 bei der National Security Agency und der US Army. Eigenen Angaben zufolge erfand er zu dieser Zeit das alkoholische Dessert Jell-O-Shot, um Alkoholeinschränkungen zu umgehen. Er unterrichtete an verschiedenen Hochschulen der Vereinigten Staaten Mathematik, so unter anderem in Harvard, am Wellesley College und am MIT. Zuletzt lehrte er von 1972 bis 2001 an der UC Santa Cruz, wo er auch Kurse in Musiktheater abhielt.
Lehrer lebte über viele Jahre jeweils halbjährig in Santa Cruz und Cambridge (Massachusetts). Lehrer, der nicht verheiratet war und keine Kinder hatte, starb im Juli 2025 im Alter von 97 Jahren.

## Musikalische Karriere
1953 erschien seine erste Schallplatte Songs by Tom Lehrer, auf der seine wichtigsten Stilmittel bereits deutlich erkennbar sind: die Parodie populärer Liedformen, beißender Sarkasmus sowie waghalsige Reime. Im Lied The Elements werden beispielsweise in weniger als anderthalb Minuten sämtliche Elemente des Periodensystems aufgezählt, zur Melodie des Major General’s Song aus der Oper Die Piraten von Penzance.
Später wandte sich Lehrer mehr politischen oder tagesaktuellen Themen zu, vor allem in den Liedern, die er für die amerikanische Version der satirischen britischen TV-Show That Was The Week That Was (TW3) schrieb. Lehrer nahm nun die Neue Mathematik im elementaren Mathematikunterricht aufs Korn (New Math), das Zweite Vatikanische Konzil mit seinen Modernisierungsanstrengungen (The Vatican Rag), die Bemühungen um die Förderung von Minderheiten (National Brotherhood Week), die Umweltverschmutzung (Pollution), die Rolle der USA als Weltpolizist (Send the Marines), die Atomkriegsängste (So Long, Mom; We Will All Go Together when We Go und MLF Lullaby) und die zunehmende Verbreitung der Nuklearwaffen (Who’s Next?).

“To the shores of Tripoli / but not to Mississippoli / What do we do? / We send the Marines”

„Zu den Küsten von Tripolis / Doch nicht nach Mississippolis / Was tun wir? / Wir schicken die Marines“

“Once the rockets are up, who cares where they come down? / That’s not my department, says Wernher von Braun”

„Sind die Raketen erst oben, wen schert’s, wo sie reinhau’n? / Dafür bin ich nicht zuständig, sagt Wernher von Braun“

“If you feel dissatisfaction, / Strum your frustrations away / Some people may prefer action, / But give me a folk song any old day.”

„Wenn du unzufrieden bist, / Klimper deine Frustrationen weg / Manche würden lieber Taten sehen, / Aber ich spiel lieber Folkmusik.“

“Remember the war against Franco? / That’s the kind where each of us belongs. / Though he may have won all the battles, /
We had all the good songs!”

„Denk an den Krieg gegen Franco / Da findet sich jeder von uns wieder / Er hat zwar jeden Kampf gewonnen / Aber wir hatten die besten Lieder!“

Der historischen Diva Alma Mahler-Werfel widmete Lehrer in den frühen 1960er-Jahren ein bewunderndes Spottlied Alma, in dem er die potenzielle Eifersucht aller Frauen auf ihr unerreicht erfolgreiches „Angeln“ berühmter Männer besingt.

## Rezeption
Lehrers Auftritte und Platten wurden anfangs praktisch nur von ihm selbst beworben und sprachen sich über Mundpropaganda herum. Seinen Durchbruch in Großbritannien verdankt er seiner Erwähnung bei der Verleihung des Ehrendoktors der Musik der Universität London am 4. Dezember 1957 an Princess Margaret, deren Musikgeschmack der Laudator Professor J.R. Sutherland als „universell von Mozart … bis Tom Lehrer“ beschrieb:

“[…] the Princess is a connoisseur of music and a performer of skill and distinction, her taste being catholic, ranging from Mozart to the calypso and from opera to the songs of Miss Beatrice Lillie and Tom Lehrer.”

„[…] die Prinzessin ist eine Musikkennerin und eine Darstellerin von Geschick und Vornehmheit, ihr Geschmack dabei umfassend, von Mozart bis Calypso und von der Oper bis hin zu den Songs von Miss Beatrice Lillie und Tom Lehrer.“

Danach wurde Lehrer in Großbritannien berühmt. Die BBC war zudem gerne bereit, seine Songs zu spielen, was in den USA kaum der Fall war.
Einige seiner Songs inspirierten vermutlich Georg Kreisler zu Eigenkompositionen, zum Beispiel Poisoning Pigeons in the Park – Tauben vergiften im Park. Kreisler, der selbst zeitweise in den USA war, bestritt dies. Lehrer selbst sagte in einem Interview: „Kreisler ist ein Wiener, der zwei meiner Lieder gestohlen hat“, und bedankte sich ironisch bei Kreisler dafür, seine Lieder dem deutschsprachigen Publikum zugänglich gemacht zu haben.
Lehrer meinte zu seiner musikalischen Karriere:

“If, after hearing my songs, just one human being is inspired to say something nasty to a friend, or perhaps to strike a loved one, it will all have been worth the while.”

„Wenn nach dem Hören meiner Lieder auch nur ein Mensch sich veranlasst fühlt, etwas Hässliches zu einem Freund zu sagen oder einem geliebten Menschen eine zu verpassen, dann wird es all die Anstrengung wert gewesen sein.“

Der Komponist und Kabarettist Felix Janosa brachte 1986 das Album Tauben vergiften mit selbstübersetzten Liedern Lehrers auf Deutsch heraus.

## Rückzug von der Musik

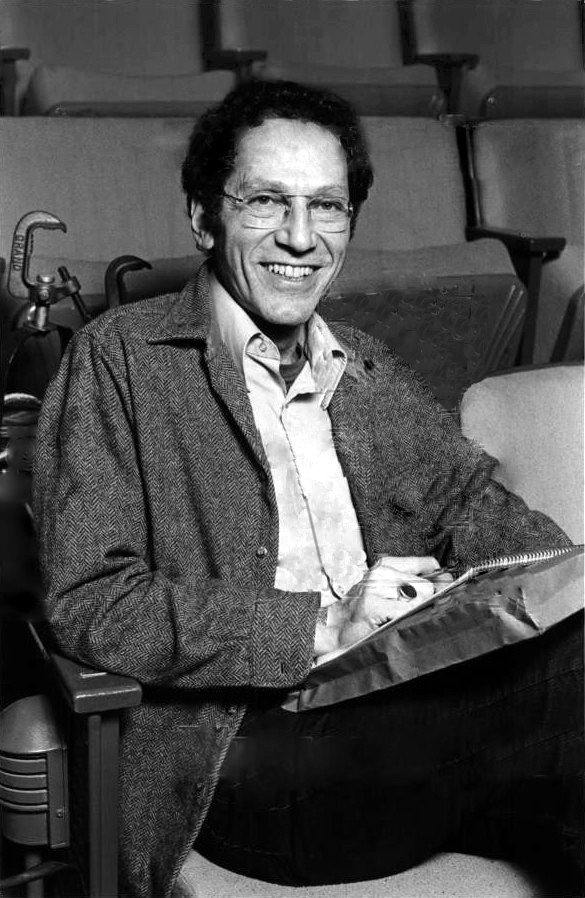
Lehrer um 1983

Seit Ende der 1960er-Jahre trat Lehrer nur noch selten auf. Seinen letzten öffentlichen Konzertauftritt hatte er 1972 bei einer Wahlkampfveranstaltung für den demokratischen Präsidentschaftskandidaten George McGovern. Zuletzt schrieb er in den 1970er-Jahren einige Lieder für die US-Kindersendung The Electric Company.
Lehrer beendete seine musikalische Karriere um die Zeit, als mit der 68er-Bewegung (in den USA counterculture) eine breite Gegenkultur aufkam. Der Satiriker selbst hatte in den 1950er-Jahren den linksliberalen Präsidentschaftskandidaten Adlai Stevenson unterstützt; mit den 68ern teilte er viele Ansichten wie die Ablehnung des Vietnamkrieges, Kritik an atomarer Bewaffnung und die Unterstützung der Bürgerrechtsbewegung. Jedoch hatte Lehrer ästhetische Vorbehalte gegen Hippies und galt eher als Vertreter der „altmodischen, Anzug tragenden, hochkulturellen Linken“, die in der Folgezeit an Bedeutung verlor.
Einem beliebten Scherz zufolge war sein Karriereende auf die Verleihung des Friedensnobelpreises an Henry Kissinger zurückzuführen, da für ihn damit politische Satire obsolet geworden sei. Lehrer selbst widersprach in einem Interview im Jahr 2000 dieser Darstellung und lieferte mehrere Gründe für seinen Rückzug. Seine musikalische Karriere habe er nie als eine solche empfunden, da er nur unregelmäßig und bei Lust und Laune geschrieben habe – „37 Songs in 20 Jahren sind kein Vollzeitjob“. Zudem führte er aus, er habe schlicht keine Lust mehr gehabt, andauernd dasselbe zu singen. Auch begründete er seinen Rückzug mit der geringen Wirkung von musikalischer Satire und zitierte Peter Cook, nach dem das Kabarett im Berlin der dreißiger Jahre zur Verhinderung von Hitlers Aufstieg sowie des Zweiten Weltkriegs ja so viel beigetragen habe („I’m fond of quoting Peter Cook, who talked about the satirical Berlin cabarets of the '30s, which did so much to stop the rise of Hitler and prevent the Second World War“). Ebenso widersprach Lehrer dem Gerücht, er sei von Erben Wernher von Brauns auf Zahlung von Tantiemen verklagt worden und trete deswegen nicht mehr auf.
In einem anderen Interview aus dem Jahr 2000 führte Lehrer aus, gegenwärtige politische Probleme seien zu komplex und zweischneidig geworden, um daraus witzige Lieder zu machen. Lieder mit differenzierenden Formulierungen wie „on the other hand“  könnten schwerlich witzig sein.

## Urheberrecht
Tom Lehrer hat 2020 alle seine Werke in die Gemeinfreiheit gegeben. Sie konnten mindestens bis 2025 kostenlos von seiner Website heruntergeladen und für beliebige Zwecke verwendet werden.

## Diskografie
- 1953: Songs by Tom Lehrer
- 1959: More Songs by Tom Lehrer
- 1959: Tom Lehrer Revisited
- 1959: An Evening Wasted with Tom Lehrer
- 1965: That Was the Year That Was
- 1995: In Concert (UK: Silber)
- 2000: The Remains of Tom Lehrer (3-CD-Set mit all seinen Aufnahmen)
- 2010: The Tom Lehrer Collection (CD mit 26 Aufnahmen und einer DVD (RC1) mit Videos)